# ハスラーズ
『ハスラーズ』（Hustlers）は、2019年のアメリカ合衆国の犯罪映画。監督はローリーン・スカファリア、主演はコンスタンス・ウーとジェニファー・ロペスが務めた。本作はジェシカ・プレスラーが2015年に発表した記事「The Hustlers at Scores」を原作としている。
本作におけるロペスの演技は絶賛されており、「賞レース参戦に値する」「『アウト・オブ・サイト』で見せた抜群の才能はロペスの内にずっとあったが、それが本作でようやく輝いた」、「彼女のキャリア史上、最高の演技」と評されている。

## ストーリー
2007年。祖母と2人暮らしのドロシーは、生活のためにニューヨークの高級ストリップクラブ「ムーヴス」に雇われ、デスティニーという源氏名でデビューした。店のナンバー・ワンのラモーナと親しくなり、ポール・ダンスや男性客の扱い方を伝授されて頭角を現すデスティニー(ドロシー)。
後年、事件が公になり釈放された後、女性記者の取材を受けて経緯を語るドロシー。
再びストリップクラブ時代。金を稼ぎ、ラモーナとショッピングを楽しむデスティニー(ドロシー)。ラモーナは一人娘のために豊かな生活を維持していた。しかし、2008年にリーマン・ショックの金融危機が起こり、客であるウォール街の裕福な金融マンの多くが失業してクラブは大打撃を受けた。その頃に店をやめ、結婚するドロシー。
2011年。2歳半の女の子を抱えて離婚し、ストリップクラブに戻るドロシー。再会したラモーナは盛りを過ぎて人気が落ち、若いストリッパーたちと組んで金持ちの男を泥酔させ、店に連れて行く通称“釣り”で稼いでいた。効率よく泥酔させるために犯罪と知りつつ薬物を盛り、クレジットカードの暗証番号を聞き出して店を儲けさせるラモーナ。相棒となって関与するデスティニー(ドロシー)。
“釣り”で稼ぎまくり、仲間の増員を提案するデスティニー(ドロシー)。ラモーナが集めたのは麻薬中毒や刑務所帰りの怪しい女たちだが、店は客引きなしには成り立たなくなっていた。経営に関わる立場となり、大金を稼いで裕福に暮らすラモーナやドロシー。
女性記者から、薬物を盛った犯罪行為について聞かれ、思い出話を中断するドロシー。女性記者は昨日、ラモーナからも職場で話を聞いたという。ラモーナが気質(かたぎ)になったと聞いて驚きつつも話を続けるドロシー。
2013年。ラモーナはストリップクラブと縁を切り、客の相手をホテルや客の自宅で行うシステムに切り替えた。薬物でハイになった客が事故で死にかけ、病院に担ぎ込んだ後、逃げ出すドロシー。その間、スマホに応答しなかったラモーナが、お気に入りの仲間・ドーンの保釈にかかり切っていたと知ったドロシーは、足を洗う潮どきだと直感した。だが、娘と不自由なく暮らすには、まだ金が足りず、祖母に死なれたドロシーをラモーナは優しく慰めてくれた。
女性記者から、ラモーナと絶縁状態になった経緯を質問され、涙を流してインタビューを打ち切るドロシー。だが、帰宅した女性記者はドロシーから電話を受け、原因となった客・ダグとのいきさつを打ち明けられた。
ダグは家が全焼し、妻とも離婚した男でデスティニー(ドロシー)は同情したが、ラモーナはクレジットカードの限度額まで奪い取った。会社から支給された法人カードであったために解雇され、家賃も払えなくなるダグ。2013年、ダグは警察に訴え、捜査が開始された。連行された仲間のドーンは、すぐさま司法取引をして警察に協力し、ラモーナとデスティニー(ドロシー)を逮捕させた。
警察でしらを切り続けるラモーナ。刑事たちはドロシーを説得し、娘のためにと司法取引に応じさせた。裏切って自白したことをドロシーから聞かされ、「私たち最強だったね」と、涙ながらにドロシーを抱き寄せてから立ち去るラモーナ。ドロシーは保釈され、ラモーナは保護観察5年の刑となった。
ラモーナは女性記者のインタビューを受けた時も、ドロシーの娘時代の写真を持ち歩いていたという。逮捕後は音信不通だったが、2015年、昔の仲間に電話してラモーナの消息を尋ねるドロシー。電話してみろと勧められ、ドロシーは泣きながら頷いた。

## キャスト
※括弧内は日本語吹替
- デスティニー: コンスタンス・ウー（小島幸子） - ストリッパー。
- ラモーナ・ヴェガ: ジェニファー・ロペス（藤本喜久子） - トップストリッパー。
- エリザベス: ジュリア・スタイルズ（根本圭子） - ジャーナリスト。
- メルセデス: キキ・パーマー（廣田悠美） - ストリッパー。
- アナベル: リリ・ラインハート（市川ひかる） - ストリッパー。
- リズ: リゾ（根本圭子） - ストリッパー。
- ダイアモンド: カーディ・B（三日尻望） - ストリッパー。
- ママ: マーセデス・ルール
- デスティニーの祖母: ワイ・チン・ホー（英語版）
- ドーン: マデリーン・ブルーワー
- トレイシー: トレイス・リセット（英語版）
- ジャスティス: メッテ・トーリー（英語版）
- リース: フランク・ホエーリー
- ハンター刑事: ポール・ニールセン
- アルファ: ブランドン・キーナー
- ダグ: スティーヴン・ボイヤー（英語版）
- マーク: ジョン・グレイザー（英語版）
- ジョニー: ジェラルド・アール・ギラム
- スティーブン: デヴィン・ラトレイ
- スペンサー: リス・コイロ
- エンジェル: ストーミー・マヤ
- DJ: ビッグ・ジェイ・オーカーソン（英語版）
- アッシャー: 本人

## 製作
2016年2月29日、ジェシカ・エルバウム、ウィル・フェレル、アダム・マッケイが本作の製作に着手したとの報道があった。5月、アンナプルナ・ピクチャーズが本作の配給を手掛けることになった。
2018年8月6日、ローリーン・スカファリアの監督起用とジェニファー・ロペスの主演起用が発表された。10月、アンナプルナが本作の配給権を手放し、その権利をSTXエンターテインメントが購入した。また、コンスタンス・ウーが本作の出演交渉に臨んでいるとの報道があった。2019年3月、カーディ・B、リリ・ラインハート、キキ・パーマー、ジュリア・スタイルズ、マーセデス・ルール、マデリーン・ブルーワー、フランク・ホエーリーの出演が決まった。4月、リゾがキャスト入りした。
本作の主要撮影は2019年3月22日に始まり、同年5月4日に終了した。
ロペスはベテランのストリッパーを演じるに当たって、主要撮影の2～3ヶ月前からポールダンスの練習を始めたのだという。ロペスはダンサーのジョアンナ・サパキーの指導の下、週に数回の厳しい特訓に励んだ（サパキーは他の出演者にも指導を行った）。その結果、ロペスはポールダンスのシーンをスタントを使うことなく、自ら演じきることができるようになった。本作の全米公開に先立ち、ロペスはYouTubeに特訓の様子を収めた動画をアップロードした。
コンスタンス・ウーも正体を隠しながらストリップバーで働いて技術を磨いたという。

## 公開・マーケティング
2019年7月17日、本作のオフィシャル・トレイラーが公開された。9月7日、本作は第44回トロント国際映画祭でプレミア上映された。

## 興行収入
本作は『ザ・ゴールドフィンチ』と同じ週に封切られ、公開初週末に2700万ドル前後を稼ぎ出すと予想されていたが、実際の数字はそれを上回るものとなった。2019年9月13日、本作は全米3250館で公開され、公開初週末に3318万ドルを稼ぎ出し、週末興行収入ランキング初登場2位となった。

## 評価
本作は批評家から絶賛されている。映画批評集積サイトのRotten Tomatoesには165件のレビューがあり、批評家支持率は87%、平均点は10点満点で7.48点となっている。サイト側による批評家の見解の要約は「ジェニファー・ロペスが見せたキャリアベストの演技のお陰で、『ハスラーズ』はユニークな犯罪ドラマに仕上がっており、人生の応援歌にもなっている。同作には奥深さと知性も備わっており、それらは印象に残るヴィジュアルにもマッチしている。」となっている。また、Metacriticには36件のレビューがあり、加重平均値は79/100となっている。なお、本作のCinemaScoreはB-となっている。